# Éliane Tillieux
Pour les articles homonymes, voir Tillieux.
 (novembre 2019).
Si vous disposez d'ouvrages ou d'articles de référence ou si vous connaissez des sites web de qualité traitant du thème abordé ici, merci de compléter l'article en donnant les références utiles à sa vérifiabilité et en les liant à la section « Notes et références ».
Éliane Tillieux, née le 25 avril 1966 à Namur, est une femme politique belge, membre du Parti socialiste. Elle est présidente de la Chambre des représentants de octobre 2020 jusqu'au élections de juin 2024. Eliane Tillieux est actuellement députée au Parlement de Wallonie et au Parlement de la Fédération Wallonie-Bruxelles. Elle est aussi conseillère communale de la ville de Namur depuis 2006.

## Biographie
Éliane Tillieux fait ses études primaires et secondaires à Champion (Namur), puis une Licence en traduction à l’Institut supérieur de traducteurs et interprètes (1989, ISTI, Bruxelles), qu’elle complète par une maîtrise en management public (1993, Solvay, ULB, Bruxelles).
Parallèlement à sa vie professionnelle, qui la mène vers la Société wallonne des eaux (SWDE) comme responsable de la Division commerciale (1990-2004), elle se passionne pour la politique et pour sa ville, Namur. Élue Conseillère provinciale de Namur (2000-2004), elle poursuit son engagement régional en tant que députée wallonne (élue en 2004, réélue en 2009 et 2014), tout en continuant de s’investir pour sa municipalité comme conseillère communale (élue en 2006, réélue en 2012).
Elle est désignée, en juillet 2009, Ministre de l’action sociale, de la santé et de l’égalité des chances au sein du Gouvernement wallon. En juillet 2014, elle entame un nouveau mandat ministériel avec de nouvelles compétences : celles de l'emploi et de la formation et ce jusqu'au 28 juillet 2017. Elle fait notamment approuver par le Gouvernement wallon - juste avant le changement de majorité - une importante et attendue réforme de tout le dispositif wallon des aides à l'emploi.
À la suite du changement de majorité au Gouvernement wallon en juillet 2017, elle retrouve son mandat de députée wallonne et de la Fédération Wallonie-Bruxelles. Elle s'investit particulièrement dans plusieurs commissions : en Wallonie, elle travaille sur les matières action sociale, santé, fonction publique, économie, emploi et formation, au sein de la Fédération Wallonie-Bruxelles, elle s'implique dans les compétences de l'enseignement supérieur, de la recherche scientifique, des médias et de l'éducation. Ces enjeux rejoignent les combats qu’elle mène depuis les débuts de sa vie professionnelle et de son engagement politique, en faveur d’une société plus juste et plus solidaire.
Lors des élections du 26 mai 2019, tête de liste à Namur pour les élections fédérales, elle est élue députée fédérale avec un score personnel de 21.514 voix. Elle obtient ainsi le 4e meilleur score PS après Elio Di Rupo, Frédéric Daerden et Ahmed Laaouej et conserve également son "titre" de meilleur score féminin PS.

## Parcours
Parlementaire régionale sous la précédente législature, Eliane Tillieux a été réélue à la Région wallonne en juin 2009.
- 1992-1993 : Maîtrise en management public à l'École de Commerce de Solvay (ULB, Bruxelles)
- 1991-1992 : Certificat de comptabilité - Institut d'Enseignement Commercial - Namur
- 1984-1989 : Licence en traduction - Institut Supérieur de Traducteurs et Interprètes - Bruxelles
- 1987 : Cambridge Certificate of Proficiency in English - British Council - Bruxelles

En avril 2006, elle dépose au Parlement wallon une proposition de décret spécial instituant une Constitution wallonne, avec cinq autres députés wallons PS, dont José Happart et Jean-Claude Van Cauwenberghe. 

## Décoration
- Grand officier de l'ordre de Léopold, au titre de « présidente de la Chambre des représentants » (2024)

## Carrière politique
Mandat politique exercé antérieurement ou actuellement
- 8 octobre 2000 - 28 juin 2004 : Conseillère provinciale de Namur
- 29 juin 2004 - : Députée wallonne et députée de la Fédération Wallonie-Bruxelles
- 4 décembre 2006 - : Conseillère communale à Namur
- 16 juillet 2009 - 22 juillet 2014 : Ministre wallonne de la Santé, de l'Action sociale et de l'Égalité des Chances au sein du Gouvernement wallon Demotte II
- 14 octobre 2012 : Conseillère communale à Namur et Chef du groupe PS au Conseil communal
- 22 juillet 2014 - 28 juillet 2017 : Ministre wallonne de l'Emploi et de la Formation (Gouvernement Magnette)
- 28 juillet 2017 - 26 mai 2019 : Députée wallonne et députée de la Fédération Wallonie-Bruxelles
- 14 octobre 2018 : Conseillère communale à Namur et Chef du groupe PS au Conseil communal
- 26 mai 2019 - 9 juin 2024 : Députée fédérale
- 13 octobre 2020 - 9 juin 2024 : Présidente de la Chambre des Représentants, mandat exercé pour la première fois par une femme[1]
- 9 juin 2024 - présent : Député wallonne et députée de la Fédération Wallonie-Bruxelles
- 13 octobre 2024 : Conseillère communale à Namur.